# Очень большой телескоп
Очень большой телескоп (ОБТ, с англ. — «Very Large Telescope», сокр. VLT) — комплекс из четырёх отдельных 8,2-метровых, а также четырёх вспомогательных 1,8-м оптических телескопов, объединённых в одну систему.
Установлен в Паранальской обсерватории, принадлежащей Европейской Южной Обсерватории и расположенной на горе Серро-Параналь (Чили) на высоте 2635 м.

## История

### Строительство

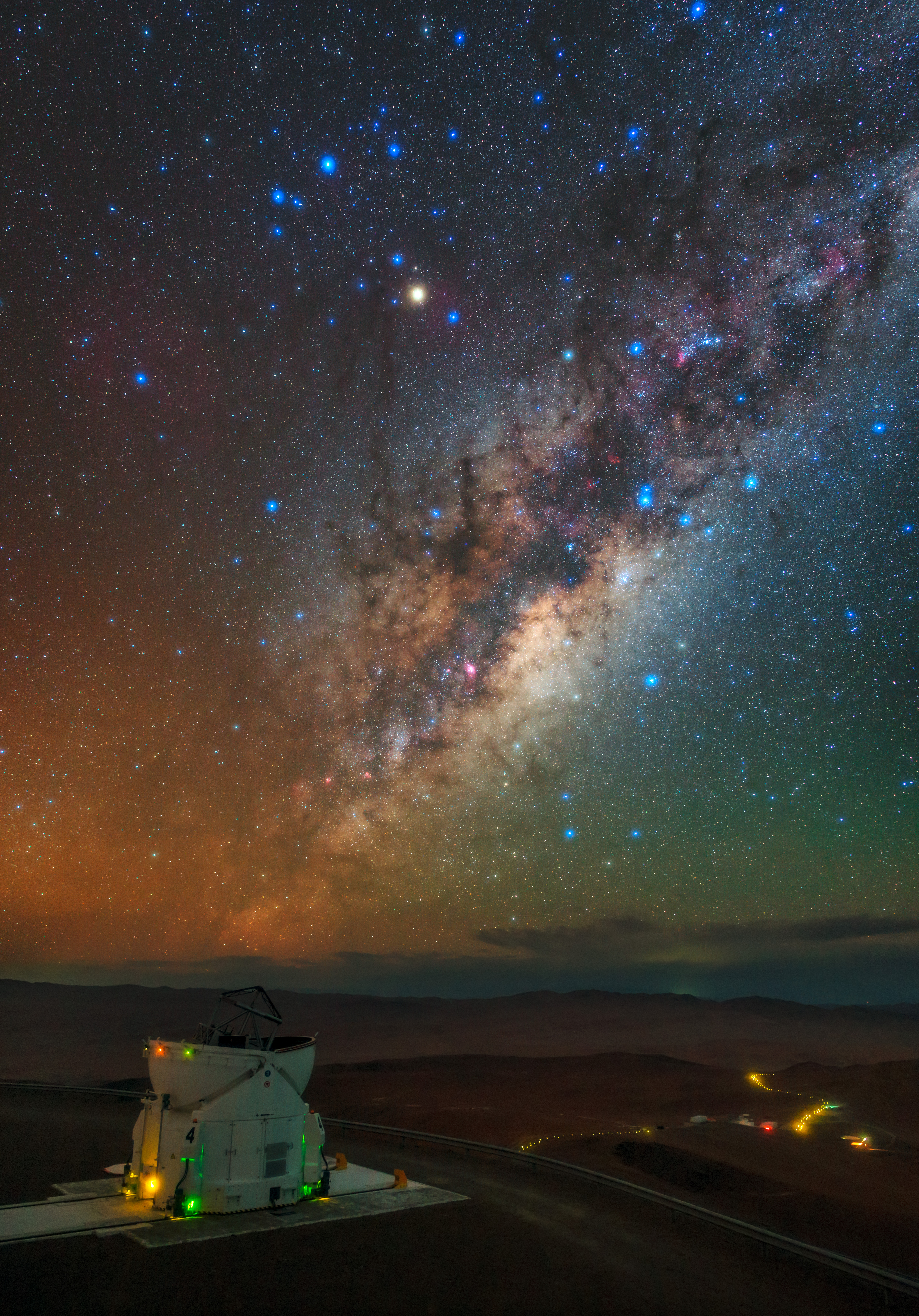
Вспомогательный телескоп, Резиденция и сердце Млечного Пути.

Первый из четырёх телескопов ОБТ был введён в строй в мае 1998 года. Телескоп стал крупнейшим в мире по диаметру монолитного зеркала, превзойдя по этому параметру российский БТА. Главное зеркало сделано из материала "Зеродур" имеет толщину 177 мм при весе в 22 тонны. Тонкая конструкция главного зеркала, осуществлена с системой активной оптики со ста пятьюдесятью актуаторами, поддерживающими его идеальный профиль.
Телескоп установлен на альт-азимутальной монтировке и имеет полную массу 350 т.
В 1999 и 2000 годах были построены остальные три телескопа. Все телескопы получили мнемонические коды — UT1, UT2, UT3 и UT4, и собственные имена: Анту (Antu), Куйен (Kueyen), Мелипал (Melipal), Йепун (Yepun).
С 2004 по 2007 год были построены четыре 1,8-метровых Вспомогательных Телескопа (англ. Auxiliary Telescopes, AT).

### Измерения
В 2004 году ОБТ получил одни из первых инфракрасных изображений экзопланет GQ Волка b и 2M1207 b.
В марте 2011 года впервые осуществлялась попытка использовать зеркала как единую систему, но тогда не получилось стабильной согласованной работы. В конце января 2012 года удалось соединить все четыре основных телескопа в режим интерферометра — так называемый ОБТИ. В результате ОБТ стал эквивалентен по угловому разрешению телескопу со сплошным зеркалом до 200 метров, а по площади — телескопу с одиночным зеркалом диаметром 16,4 м, что сделало его самым большим наземным оптическим телескопом Земли.
Для получения 200-метрового виртуального зеркала было бы достаточно соединить два наиболее удалённых друг от друга основных телескопа обсерватории Паранал. Однако чем больше инструментов работает в связке, тем более качественной получается картинка. В частности, вспомогательные телескопы (AT) были разработаны для повышения чёткости в изображении, получаемом с помощью четырёх основных зеркал.
В 2016 году телескоп ОБТ получил сверхчёткие фотографии Юпитера
В 2017 году Европейская южная обсерватория, используя астрономический интерферометр (ОБТИ) и инструмент Пионер (ОБТИ) объявила о прямом наблюдении структуры грануляции на поверхности звезды за пределами Солнечной системы — стареющего красного гиганта Пи¹ Журавля.
В 2018 году с новой системой адаптивной оптики (AOF), использующей искусственно создаваемую в толще земной атмосферы светящуюся точку, спектрограф MUSE и компонент GRAAL, работающий в сочетании с инфракрасной камерой HAWK-I (её через несколько лет сменит ERIS), на ОБТ получены изображения сверхвысокой чёткости планеты Нептун и шарового звёздного скопления NGC 6388
27 марта 2019 года ESO, используя астрономический интерферометр (ОБТИ) и инструмент GRAVITY, объявила о прямом наблюдении планеты HR 8799 e с помощью оптической интерферометрии. Это было первое прямое наблюдение экзопланеты с использованием оптической интерферометрии.
30 июля 2020 года на телескопе ОБТ при помощи инструмента FORS2 было получено изображение сверхвысокой чёткости планетарной туманности NGC 2899.

## Способ работы
ОБТ может работать в трёх режимах:

Телескоп UT4, направляющий 4 лазерных луча адаптивной оптики для создания четырёх искусственных звёзд рядом с Угольным Мешком

- Как четыре самостоятельных телескопа. Каждый телескоп может вести съёмку с часовой выдержкой, благодаря чему он в 4 миллиарда раз чувствительнее, чем невооружённый глаз. Основной режим.
- Как единый когерентный интерферометр (Интерферометр ОБТ или ИОБТ) для увеличения углового разрешения[17] до нескольких миллисекунд дуги (для λ~1 мкм).
- Как единый некогерентный телескоп для увеличения светимости объектов (эквивалент телескопа с 16-метровым зеркалом).

ОБТ оснащён широким спектром приборов для наблюдения волн разного диапазона — от ближнего ультрафиолетового до среднего инфракрасного (то есть большую часть всех волн, доходящих до поверхности земли). В частности, системы адаптивной оптики позволяют почти полностью исключить влияние турбулентности атмосферы в инфракрасном диапазоне, благодаря чему ОБТ получает в этом диапазоне изображения, в 4 раза более чёткие, чем телескоп Хаббла. При этом для создания искусственных звёзд из возбуждённых атомов натрия на высоте 90 км телескоп UT4 направляет туда целых 4 лазерных луча.
Два вспомогательных 1,8-метровых телескопа были запущены в 2005 году, а ещё два — в 2006 году. Они могут передвигаться вокруг основных телескопов. Вспомогательные телескопы используются для интерферометрических наблюдений.
Каждый основной телескоп может передвигаться по горизонтали, вертикали и азимуту для улучшения качества наблюдений.
Вспомогательные телескопы перемещаются по сети рельсов и могут быть установлены на 30 подготовленных площадках — станциях.
Французский астроном Жан-Филипп Бергер рассказал о VLT:

С двумя телескопами вы можете следить за звёздами, определять их диаметр, или же за двойными звездами, вычисляя расстояние между ними. С четырьмя аппаратами уже можно думать о тройных звёздных системах и молодых светилах, окруженных протопланетными облаками, из которых формируются планеты. Список доступных нам объектов значительно расширился.

Оригинальный текст (англ.)With two telescopes, you typically observe round stars, for which you're only interested in the diameter, or binary stars, where you can measure the separation between the two stars. With four telescopes, you can start thinking about triple stars or young stars surrounded by a protoplanetary disc — a disc of dust and gas that forms planets. Now, the zoo of objects accessible to us will be much bigger.

## Инструменты

Сравнение основных зеркал некоторых телескопов (ОБТ обозначен четырьмя тёмно-зелёными кружками)

AMBER
Астрономический многолучевой рекомбинатор (англ. Astronomical Multi-Beam Recombiner) — это инструмент, объединяющий три телескопа ОБТ одновременно, диспергирующие свет в спектрографе для анализа состава и формы объекта наблюдения. AMBER назван «наиболее продуктивным интерферометрическим инструментом».
CRIRES
Криогенный инфракрасный спектрограф эшелле (англ. Cryogenic Infrared Echelle Spectrograph) является спектрографом с адаптивной оптикой с решёткой эшелле. Это обеспечивает разрешающую способность до 100 000 в инфракрасном спектральном диапазоне от 1 до 5 мкм.
DAZZLE
Инструмент посетителя; гостевой фокус.
ERIS
Система камер ближнего инфракрасного диапазона NIX и спектрограф SPIFFIER
ESPRESSO
Спектрограф Эшелле для скалистых экзопланет и стабильных спектральных наблюдений (англ. Echelle SPectrograph for Rocky Exoplanet and Stable Spectroscopic Observations) с высоким разрешением, волоконно-объединённый и кросс-дисперсионный эшелле спектрограф для видимого диапазона длин волн, способный работать в 1-UT режиме (с использованием одного из четырёх телескопов) и в 4-UT режиме (с использованием всех четырёх), задача которого — поиск скалистых внесолнечных планет в обитаемой зоне своих звёзд. Его главной особенностью является спектроскопическая стабильность и точность лучевых скоростей. Технические требования — достичь 10 см/с, но желаемая задача состоит в том, чтобы получить уровень точности в несколько см/с. 27 ноября 2017 года начались тестовые наблюдения ESPRESSO в составе ОБТ. В декабре 2018 года ожидается ввод инструмента в строй. После начала его научной работы оказалось, что его точность 26 см/с. Несколько попыток её улучшить не увенчались успехом, но и такая точность в 3,7 раза лучше, чем у наилучшего до него HARPS .
FLAMES
(англ. Fibre Large Array Multi-Element Spectrograph) — Большой волоконно-оптический многоэлементный спектрограф[проверить перевод] для ультрафиолетового и видео Эшелле спектрографов высокого разрешения и GIRAFFE, последний позволяет изучать одновременно сотни отдельных звёзд в соседних галактиках при умеренном спектральном разрешении в видимом диапазоне.
FORS1/FORS2
Фокусный редуктор и низко-дисперсный спектрограф — камера, работающая с видимым светом и много-объектный спектрограф с полем зрения 6,8 угловой минуты. FORS2 является усовершенствованной версией предыдущего FORS1 и включает в себя дополнительные возможности много-объектной спектроскопии.
GRAVITY
Инструмент с адаптивной оптикой ближнего инфракрасного (NIR (near-infrared)) диапазона для узкоугловой астрометрии с точностью до микросекунд дуги и интерферометрической фазы опорных отображений слабых небесных объектов. Этот инструмент будет интерферометрически объединять NIR-свет, собранный с четырёх телескопов на ОБТ.
HAWK-I
англ. High Acuity Wide field K-band Imager — инструмент наблюдения в ближнем инфракрасном диапазоне с относительно большим полем зрения 8×8 угловых минут.
ISAAC
Инфракрасный спектрометр и массив камер (англ. Infrared Spectrometer And Array Camera) спектрограф близкого инфракрасного наблюдения.
KMOS
Криогенный инфракрасный многообъектный спектрометр, предназначенный в первую очередь для изучения далёких галактик.
MATISSE
Многодиафрагменный средне-ИК спектроскопический эксперимент (англ. Multi Aperture Mid-Infrared Spectroscopic Experiment) — представляет собой ИК-спектро-интерферометр ИОБТ, который потенциально сочетает в себе лучи, полученные во всех четырёх телескопах (ЕТС) и четырёх вспомогательных телескопах (ATS). Прибор используется для реконструкции изображения и строится по состоянию на сентябрь 2014 года. Первый свет в телескоп в Паранале ожидается на 2016 год.
MIDI
Инструмент, сочетающий два телескопа ОБТ в среднем-ИК диапазоне, рассеивая свет в спектрографе для анализа состава пыли и формы наблюдаемого объекта. MIDI отмечен вторым из наиболее продуктивных инструментов интерферометрических инструментов (превзойдён AMBER в последнее время).
MUSE
Огромный 3-мерный спектроскопический обозреватель, который обеспечит полный охват видимых спектров всех объектов, содержащихся в «цветном пучке», проходящем через всю вселенную.
NACO
NAOS-CONICA, NAOS — подразумевает Адаптивная оптика системы Несмита и CONICA — подразумевает Coude камера ближнего ИК-спектра, является возможностью адаптивной оптики, которая производит инфракрасные изображения настолько чёткие, насколько приняты из пространства, и включает в себя спектроскопические, поляриметрические и коронографические возможности.
PIONIER
Инструмент, объединяющий свет всех 8-метровых телескопов, что позволяет подобрать информацию в около 16 раз мельче, чем можно увидеть в один.
SINFONI
Спектрограф для интегральных полевых наблюдений в ближнем-ИК (англ. Spectrograph for Integral Field Observations in the Near Infrared) обладает средним разрешением, ближний-ИК область (1-2,5 мкм) всё поле спектрографа заполняется с помощью адаптивного модуля оптики.
SPHERE
Спектро-Поляриметрическое высоко-контрастное исследование экзопланет (англ. Spectro-Polarimetric High-Contrast Exoplanet Research) — высококонтрастная система адаптивной оптики, предназначенная для открытия и изучения экзопланет.
ULTRACAM
Инструмент для посетителей
UVES
Ультрафиолетовый и видео-Эшелле-спектрограф высокого разрешения (англ. Ultraviolet and Visual Echelle Spectrograph) — эшелле-спектрограф ультрафиолетового и видимого света.
VIMOS
Многообъектный спектрограф видимого света (англ. Visible Multi-Object Spectrograph) представляет видимые изображения и спектры до 1000 галактик, одновременно в области 14х14 угловых минут.
VINCI
Тестовый инструмент для объединения двух телескопов ОБТ. Это был первый световой инструмент ОБТ и более не используется.
VISIR
ОБТ-спектрометр и отображатель для среднего-ИК — представляет дифракционно-ограниченное отображение и спектроскопию в диапазоне разрешений в 10 и 20 микрон среднего-ИК (MIR) атмосферных окон. Камера среднего инфракрасного диапазона VISIR была модернизирована для коронографа для эксперимента NEAR (Near Earths in the AlphaCen Region), чтобы реализовать несколько новых технологий для среднего инфракрасного диапазона, установлена маска зрачка для подавления звёздного света. VISIR был перемещен в блок телескопа 4 (UT4/Йепун) ОБТ, который оснащён деформируемым вторичным зеркалом DSM.
X-Shooter
Является первым инструментом второго поколения. Это широкополосный (от УФ до ближнего ИК) спектрометр, предназначенный для изучения свойств редких, необычных или неизвестных источников излучения.